# Holland H.1
De VIH Holland H.1 was een licht tweedekker sportvliegtuig voor twee personen. De H.1, een ontwerp van Joop Carley, Theo Slot en Van der Kwast, was geheel geconstrueerd van hout, met een doekbespanning over de vleugels. De bovenste vleugel was iets korter dan de onderste vleugel, welke een lichte V-stelling had. De bovenvleugel was via N-vormige vleugelstijlen verbonden met de benedenvleugel en via V-vormige stijlen met de romp. De piloot bestuurde het toestel vanuit de achterste cockpit. In de achterkant van beide vleugels waren uitsnedes gemaakt om het zicht voor de piloot te verbeteren.
Het toestel werd voortgedreven door een driecilinder Anzani radiaalmotor van 35 pk. Het traditionele landingsgestel had een staartwielconfiguratie met twee hoofdwielen aan een as met een spoorbreedte van 1,4 meter. Het door Vliegtuig Industrie Holland gebouwde vliegtuig maakte zijn eerste vlucht in 1924 op vliegveld Waalhaven.

## Historie
Eind 1923 had Joop Carley de Carley C.12 eenzitter gebouwd, maar zijn bedrijf Carley's Aeroplanes kwam door dit project al snel in de financiële problemen. De firma Vliegtuig Industrie Holland (VIH) nam vervolgens de aandelen van Carley over. In Carley’s inboedel bevond zich ook een tweezits dubbeldekker, die nu de aanduiding Holland H.1 kreeg.
Begin mei 1924 waren zowel de C.12 als de H.1 ingeschreven voor de Tour de France vliegwedstrijd die werd gehouden van 24 juli tot 10 augustus (start en finish in Parijs). De H.1 zou als eenzitter deelnemen in de tourklasse. In juli kwam ook de verbeterde versie van de C.12, de Holland H.2, gereed en na een proefvlucht werd besloten om alleen de H.2 mee te laten doen.
Over de H.1 is verder weinig meer bekend dan dat deze in 1925 te koop werd aangeboden. VIH ging in 1924 failliet en de bezittingen werden overgenomen door vliegtuigbouwer Pander.

## Specificaties
- Type: Holland H.1

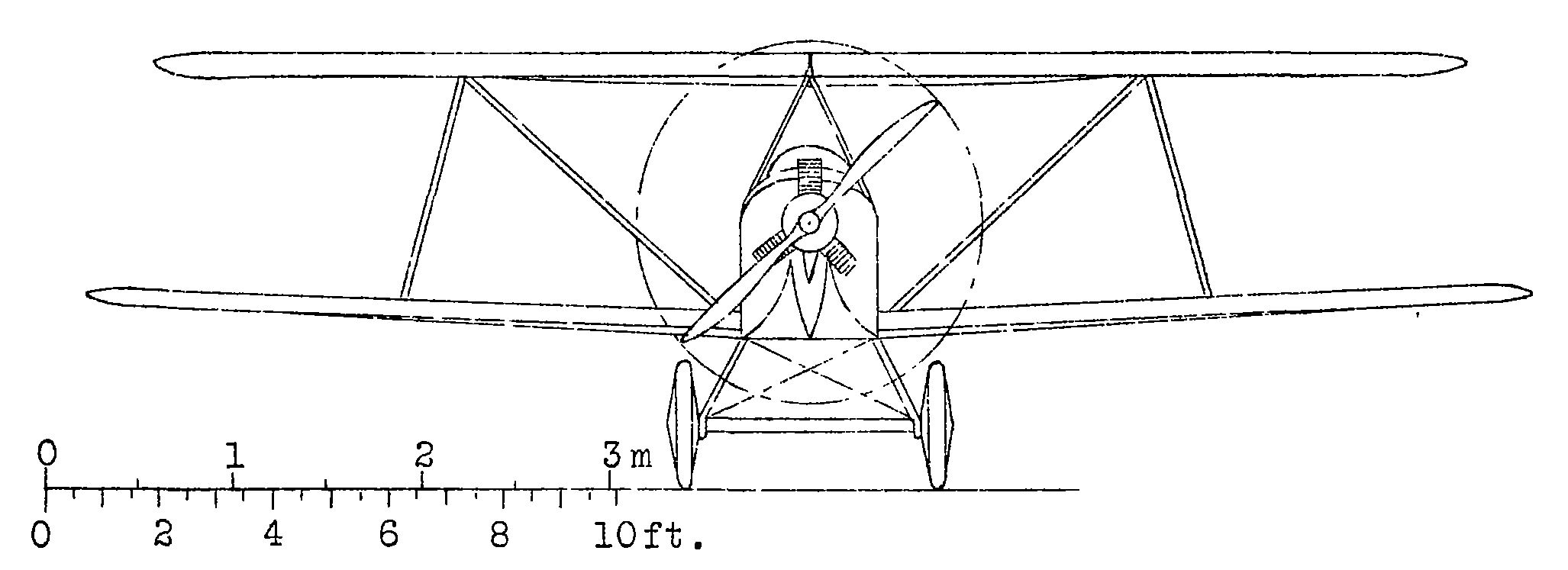
Vooraanzicht Holland H.1

- Fabriek: Vliegtuig Industrie Holland
- Ontwerpers: Joop Carley, Theo Slot en Van der Kwast
- Bemanning: 1
- Passagier of leerling: 1
- Lengte: 6,40
- Spanwijdte boven: 7,50 m
- Spanwijdte onder:7,80 m
- Vleugeloppervlak: 14 m²
- Leeg gewicht:220 kg
- Brandstof: 38 liter
- Maximum gewicht: 395 kg
- Motor: 1 × Anzani driecilinder radiaalmotor, 22–26 kW (30–35 pk)
- Propeller: tweeblads, diameter 1,80 m
- Eerste vlucht: eind maart of begin april 1924
- Aantal gebouwd: 1

Prestaties:
- Maximumsnelheid: 115 km/u
- Landingssnelheid: 35 km/u
- Maximale vluchtduur: 3 uur